# Quejigal (Salamanca)
Quejigal es una localidad del municipio de Canillas de Abajo, en la comarca del Campo de Salamanca, provincia de Salamanca, España. 

## Toponimia
Su nombre deriva de Quexigal, denominación con la que viene registrado en el siglo XIII.

## Historia
La fundación de Quejigal se remonta a la Edad Media, obedeciendo a las repoblaciones efectuadas por los reyes leoneses en la Alta Edad Media, que lo ubicaron en el cuarto de Baños de la jurisdicción de Salamanca, dentro del Reino de León, denominándose en el siglo XIII Quexigal.
Con la creación de las actuales provincias en 1833, Quejigal, aún como municipio independiente, quedó encuadrado en la provincia de Salamanca, dentro de la Región Leonesa.
Finalmente, en torno a 1850, el hasta entonces municipio de Quejigal quedó integrado en el de Canillas de Abajo, al que pertenece actualmente.

## Demografía
En 2017 Quejigal contaba con una población de 21 habitantes, de los cuales 15 eran varones y 6 mujeres (INE 2017).
| Gráfica de evolución demográfica de Quejigal entre 2000 y 2017                           |
|                                                                                          |
| Fuente: Instituto Nacional de Estadística de España - Elaboración gráfica por Wikipedia. |

## Monumentos
- Iglesia de San Pedro Apóstol. Posee una espadaña de dos arcos, teniendo un portalillo que da acceso al templo, sostenido por dos columnas.